# Chi Vân sam

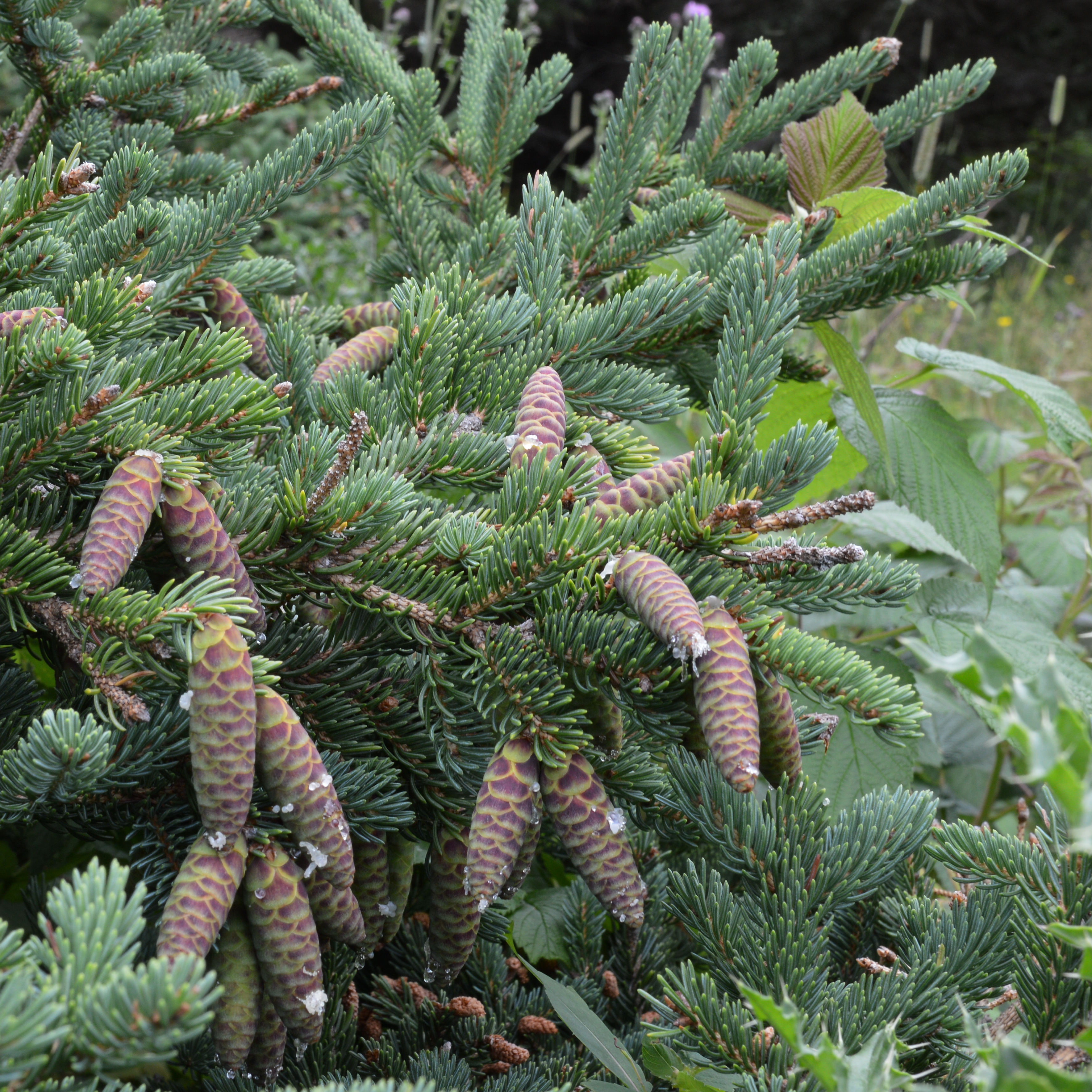
Tán lá và các nón của vân sam trắng

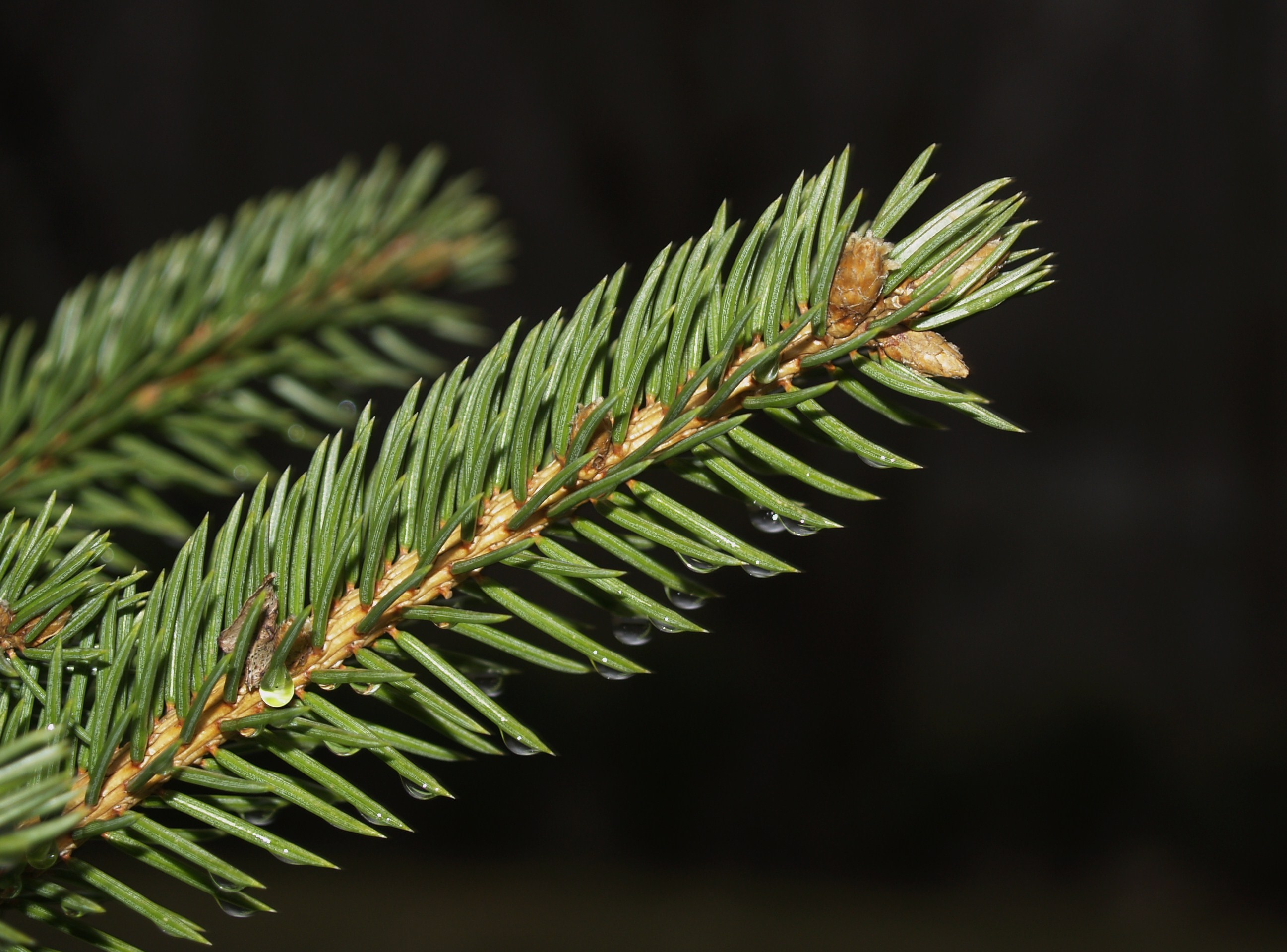
Tán lá của vân sam Na Uy

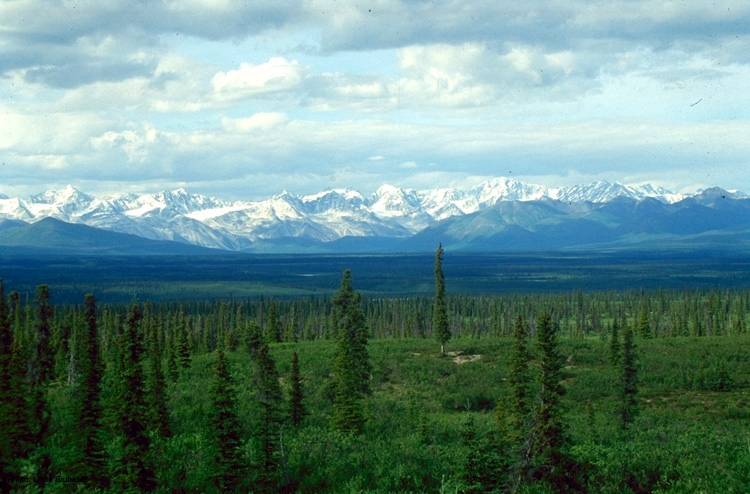
Rừng tai ga vân sam trắng, đường cao tốc Denali, dãy núi Alaska, Alaska.

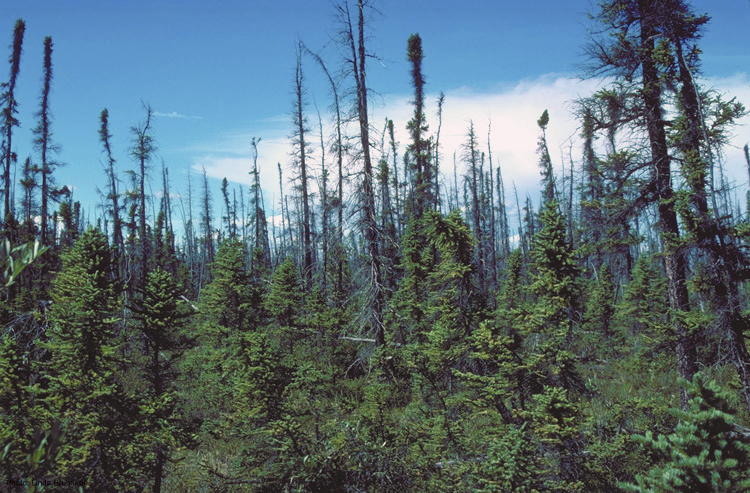
Rừng taiga vân sam đen, sông Copper, Alaska.

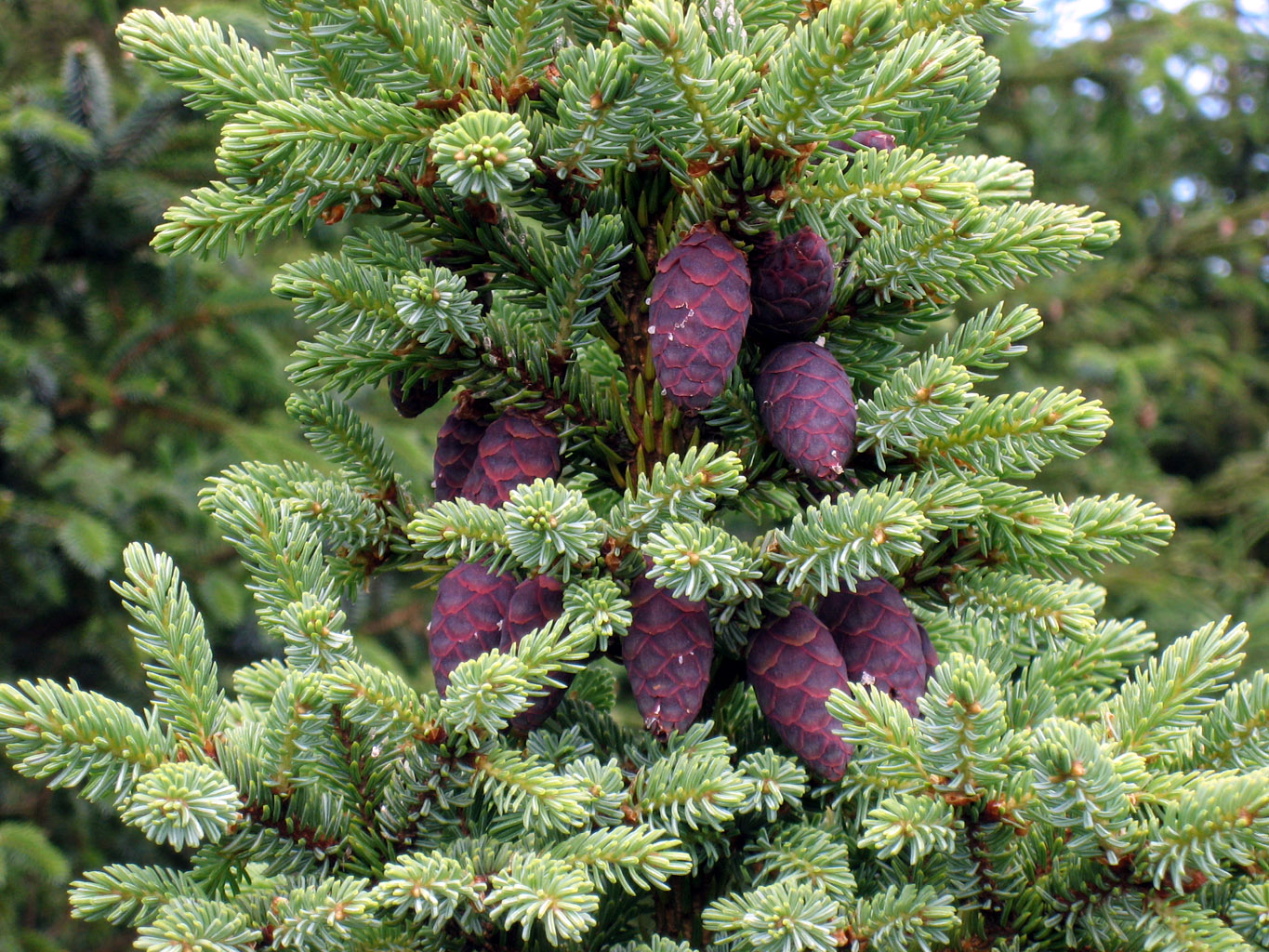
Tán lá và các nón của vân sam đen

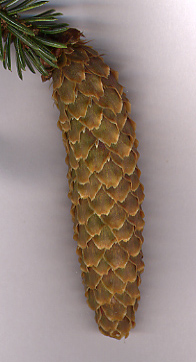
Nón của vân sam Sitka

Chi Vân sam (danh pháp khoa học: Picea) là một chi chứa khoảng 35 loài cây lá kim thường xanh, dạng cây gỗ trong họ Pinaceae, được tìm thấy tại các khu vực ôn đới và taiga ở Bắc bán cầu. Chúng là các cây gỗ lớn, cao tới 20–60 (đôi khi tới 95) m khi phát triển đầy đủ và có thể phân biệt bằng các cành mọc vòng xoắn và hình dáng dạng nón của nó. Các lá kim của chúng gắn đơn lẻ với cành thành một vòng xoắn, mỗi lá kim trên một cấu trúc nhỏ giống như cái móc gọi là thể gối. Các lá kim này bị rụng đi sau khoảng 4–10 năm, để lại các cành thô nháp với các thể gối sót lại. Đây là một cách dễ dàng để phân biệt các loài trong chi này với các chi khác gần giống nhưng với các cành tương đối nhẵn nhụi.
Các nhà khoa học đã tìm thấy một cụm các cây vân sam Na Uy trong dãy núi ở miền tây Thụy Điển, có tên gọi là Old Tjikko, với độ tuổi là 9.550 năm và chúng là các cây gỗ già nhất thế giới còn sống đã biết.

## Phân loại
1 Các nón với vảy dày; lá có tiết diện tứ giác: đoạn Picea
1a Các nón có vảy nhọn đầu (chủ yếu); lá tù hay hơi nhọn
- Picea abies: Vân sam Na Uy. Châu Âu; quan trọng trong lâm nghiệp. Nguồn gốc của cây thông Nô en.
- Picea asperata: Vân sam rồng. Miền tây Trung Quốc; có một vài thứ.
- Picea koraiensis: Vân sam Triều Tiên. Bán đảo Triều Tiên, đông bắc Trung Quốc.
- Picea koyamae: Vân sam Koyama. Nhật Bản (miền núi).
- Picea meyeri: Vân sam Meyer.

1b Các nón với vảy thuôn nhẵn; lá tù hay hơi nhọn
- Picea orientalis: Vân sam Kavkaz hay vân sam Đông phương. Kavkaz, đông bắc Thổ Nhĩ Kỳ.
- Picea morrisonicola: Vân sam Ngọc Sơn. Đài Loan (núi cao trong dãy núi Ngọc Sơn).
- Picea wilsonii: Vân sam Wilson. Miền tây Trung Quốc.
- Picea obovata: Vân sam Siberi. Miền bắc Scandinavia, Siberi. Thường được coi là một thứ của P. abies (và lai ghép với nó) nhưng có nón khác biệt.
- Picea schrenkiana: Vân sam Schrenk. Miền núi khu vực Trung Á.
- Picea smithiana: Vân sam Morinda. Miền tây Himalaya.
- Picea alpestris: Vân sam Na Uy, vân sam Alps. Khu vực Alps tại châu Âu; hiếm, thường được coi là một thứ của P. abies (và lai ghép với nó) nhưng có nón khác biệt.

1c Các nón có vảy thuôn nhẵn; lá nhọn sắc
- Picea maximowiczii: Vân sam Maximowicz. Nhật Bản (hiếm, miền núi).
- Picea torano: Vân sam đuôi hổ. Nhật Bản.
- Picea neoveitchii: Vân sam Veitch. Tây bắc Trung Quốc (hiếm, nguy cấp).
- Picea martinezii: Vân sam Martinez. Đông bắc México (rất hiếm, nguy cấp).
- Picea chihuahuana: Vân sam Chihuahua. Tây bắc Mexico (hiếm).

2 Các nón với vảy dày gợn sóng, lá từ hơi dẹt tới rất dẹt: đoạn Omorika
2a Các nón chủ yếu có vảy thuôn tròn; lá dẹt theo tiết diện, trắng phía dưới
- Picea breweriana: Vân sam Brewer. Dãy núi Klamath, Bắc Mỹ; đặc hữu tại khu vực này.
- Picea brachytyla: Vân sam Sargent. Tây nam Trung Quốc.
- Picea farreri: Vân sam Myanma. Đông bắc Myanma, tây nam Trung Quốc (miền núi).
- Picea omorika: Vân sam Serbia. Serbia; đặc hữu tại đây; quan trọng trong làm vườn.

2b Các nón chủ yếu với vảy gợn sóng; lá hơi dẹt theo tiết diện, thường nhạt màu phía dưới
- Picea mariana: Vân sam đen. Miền bắc Bắc Mỹ.
- Picea rubens: Vân sam đỏ. Đông bắc Bắc Mỹ; quan trọng trong lâm nghiệp.
- Picea glehnii: Vân sam Glehn. Miền bắc Nhật Bản, Sakhalin.
- Picea alcockiana ("P. bicolor"): Vân sam Alcock. Miền trung Nhật Bản (miền núi).
- Picea purpurea: Vân sam tía. Miền tây Trung Quốc.
- Picea balfouriana: Vân sam Balfour. Miền tây Trung Quốc.
- Picea likiangensis; Vân sam Lệ Giang. Tây nam Trung Quốc.
- Picea spinulosa: Vân sam Sikkim. Miền đông Himalaya.

3 Các nón với vảy gợn sóng, rất mỏng: đoạn 'Casicta'
- Picea glauca: Vân sam trắng. Miền bắc Bắc Mỹ; quan trọng trong lâm nghiệp.
- Picea engelmannii: Vân sam Engelmann. Miền tây Bắc Mỹ (miền núi); quan trọng trong lâm nghiệp.
- Picea sitchensis: Vân sam Sitka. Duyên hải Thái Bình Dương của Bắc Mỹ; loài cao nhất tới 95 m; quan trọng trong lâm nghiệp.
- Picea jezoensis: Vân sam Jezo. Đông bắc châu Á, bán đảo Kamchatka về phía nam tới Nhật Bản.
- Picea pungens: Vân sam lam hay vân sam Colorado. Dãy núi Rocky, Bắc Mỹ; quan trọng trong làm vườn.

## Sử dụng
Là một trong các nguồn gỗ quan trọng trong sản xuất giấy, ado nó có các sợi gỗ dài để làm giấy có chất lượng cao. Cũng được dùng làm cây cảnh trong nghề làm vườn, do có lá thường xanh và hình dáng chung là hình nón hẹp.
Gỗ vân sam được dfùng trong xây dựng chung tới tạo ra thiết bị âm nhạc hay các khí cụ bay bằng gỗ. Chiếc máy bay đầu tiên của Anh em Wright được làm từ gỗ vân sam.
Nhựa vân sam trong quá khứ được dùng làm hắc ín (trước khi có sử dụng các sản phẩm từ công nghiệp hóa dầu); tên gọi khoa học Picea nói chung được coi là có nguồn gốc từ tiếng La tinh pix nghĩa là hắc ín.
Lá và cành hoặc tinh dầu vân sam có thể dùng để nấu bia vân sam. Các phần đầu chóp của lá kim cũng có thể dùng trong sản xuất xi rô vân sam.